# 東陸路駅
座標: 北緯31度17分5.3秒 東経121度34分28.3秒 / 北緯31.284806度 東経121.574528度
東陸路駅（とうりくろえき）は、上海市浦東新区浦東北路東陸路に位置する上海地下鉄12号線の駅。

## 駅構造
- 島式ホーム1面2線の地下駅。ホームドア設置。

## 歴史
- 2013年12月29日 - 12号線開業。

## 隣の駅
上海地下鉄
■12号線
復興島駅 - 東陸路駅 - 巨峰路駅